# Пожежна охорона

Пожежна машина на базі вантажного автомобіля ЗІЛ, Олександрія.

Відкриття пожежної станції в місті Олександрія, 1898 рік.

Поже́жна охоро́на — сукупність створених у встановленому порядку органів управління, підрозділів та організацій, призначених для організації профілактики пожеж, їх гасіння та здійснення покладених на них аварійно-рятувальних робіт.

## Пожежна охорона вУкраїні
На підприємствах існує два види пожежної охорони: професійна і воєнізована.
Воєнізована охорона створюється на об'єктах з підвищеною небезпекою.
Крім того, на підприємствах для посилення пожежної охорони організовуються добровільні пожежні дружини і команди, добровільні пожежні товариства і пожежно-технічні комісії з числа робітників та службовців.
При Міністерстві внутрішніх справ існує управління пожежної охорони (УПО) і його органи на місцях. До складу УПО входить Державний пожежний нагляд, який здійснює:
- Контроль за станом пожежної безпеки.
- Розробляє і погоджує протипожежні норми і правила та контролює їх виконання в проєктах і безпосередньо на об'єктах народного господарства.
- Проводить розслідування і облік пожеж.
- Організовує протипожежну профілактику.

## Історія

### Україна
В 2018 році офіційно відзначено 100 років від дня створення пожежної охорони України.
В Укравні за СРСР один з гарнізонів ставав «базовим» (був основою для інших гарнізонів по всьому СРСР).

## Екстрений виклик
Цілодобовий оперативний номер телефону 101

## Вшанування пам'яті

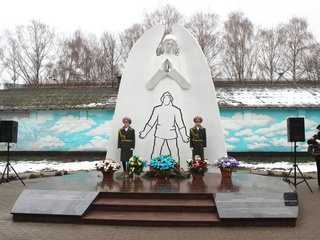
Пам'ятник пожежним-рятувальникам у Білій Церкві.

- В місті Івано-Франківськ існує Вулиця Героїв-Пожежників.
- В місті Біла Церква наприкінці 2017 року  відкрито пам'ятник пожежним-рятувальникам, котрі загинули, виконуючи службові обов'язки.